# Mensch und Computer

Logo der Tagungsreihe Mensch und Computer

Mensch und Computer ist eine Reihe von Tagungen zum Thema der Mensch-Computer-Interaktion. Die Tagung findet seit 2001 jedes Jahr üblicherweise Anfang September an wechselnden Orten im deutschsprachigen Raum statt.

## Historie
Vor dem Hintergrund des viel beachteten Memorandums „Mensch & Computer 2000. Information, Interaktion, Kooperation“ ist die Konferenzreihe „Mensch und Computer“ eine Anstrengung, um verschiedene Fachgebiete und Praxisfelder in einen fruchtbaren Diskurs zu bringen und um voneinander zum Nutzen möglichst vieler Menschen zu lernen.
Die Tagungsreihe entstand dazu im Jahr 2001 aus durch Zusammenführung der schon länger etablierten Konferenzreihen Software-Ergonomie und Deutsche-Computer-Supported-Cooperative Work. Seit 2003 beinhaltet die Tagung einen Praktiker-Track, welcher von der German UPA getragen wird. Unregelmäßig fand die Tagung zusammen mit der Deutschen E-Learning Tagung DeLFI statt (2004, 2008, 2010, 2013).
Die Tagungsreihe wird vom Fachbereich Mensch-Computer-Interaktion der Gesellschaft für Informatik und der German UPA (dem Berufsverband der Deutschen Usability und User Experience Professionals) getragen.

## Liste der Tagungen Mensch und Computer
| Jahr | Ort                 | Konferenzmotto                                                    | Organisatoren                                               | Wann                       | Besucherzahl |
| ---- | ------------------- | ----------------------------------------------------------------- | ----------------------------------------------------------- | -------------------------- | ------------ |
| 2001 | Bad Honnef          | Mensch-Computer-Interaktion                                       | Horst Oberquelle, Reinhard Oppermann, Jürgen Krause         | 5.–8.3.2001                |              |
| 2002 | Hamburg             | Vom interaktiven Werkzeug zu kooperativen Arbeits- und Lernwelten | Michael Herczeg, Horst Oberquelle, Wolfgang Prinz           | 2.–5.9.2002                |              |
| 2003 | Stuttgart           | Interaktion in Bewegung                                           | Gerd Szwillus, Jürgen Ziegler                               | 7.–10.9.2003               |              |
| 2004 | Paderborn           | Allgegenwärtige Interaktion                                       | Reinhard Keil-Slawik, Harald Welke, Gerd Szwillus           | 6.–8.9.2004                |              |
| 2005 | Linz                | Kunst und Wissenschaft – Grenzüberschreitung der interaktiven Art | Christian Stary                                             | 4.–7.9.2005                |              |
| 2006 | Gelsenkirchen       | Mensch und Computer im Strukturwandel                             | Andreas Heinecke, Hansjürgen Paul                           | 3.–6.9.2006                |              |
| 2007 | Weimar              | Interaktion im Plural                                             | Tom Gross                                                   | 2.–5.9.2007                |              |
| 2008 | Lübeck              | Viel Mehr                                                         | Michael Herczeg, Martin Christof Kindsmüller                | 7.–10.9.2008               |              |
| 2009 | Berlin              | Grenzenlos frei                                                   | Hartmut Wandke                                              | 6.–9.9.2009                |              |
| 2010 | Duisburg            | Interaktive Kulturen                                              | Jürgen Ziegler, Albrecht Schmidt                            | 12.–15.9.2010              |              |
| 2011 | Chemnitz            | überMedien überMorgen                                             | Maximilian Eibl                                             | 11.–14.9.2011              | 580          |
| 2012 | Konstanz            | Interaktiv Informiert – allgegenwärtig – allumfassend             | Harald Reiterer                                             | 9.–12.9.2012               | 727          |
| 2013 | Bremen              | Interaktive Vielfalt                                              | Rainer Malaka, Susanne Maaß, Susanne Boll                   | 8.–11.9.2013               | 879          |
| 2014 | München             | Interaktiv unterwegs – Freiräume gestalten                        | Andreas Butz, Michael Koch, Johann Schlichter               | 31.8.–3.9.2014             | 770          |
| 2015 | Stuttgart           | Gemeinsam – Arbeit – Erleben                                      | Albrecht Schmidt, Anette Weisbecker                         | 6.–9.9.2015                | 758          |
| 2016 | Aachen              | Sozial Digital – Gemeinsam auf neuen Wegen                        | Matthias Jarke, Jan Borchers, Martina Ziele, Wolfgang Prinz | 4.–7.9.2016                | 724          |
| 2017 | Regensburg          | Spielend einfach interagieren                                     | Christian Wolff                                             | 10.–13.9.2017              | 707          |
| 2018 | Dresden             | Interaktion – Verbindet – Alle                                    | Gerhard Weber, Raimund Dachselt                             | 2.–5.9.2018                | 770          |
| 2019 | Hamburg             | Neue Digitale Realitäten                                          | Katrin Wolf, Frank Steinicke                                | 8.–11.9.2019               | 974          |
| 2020 | Magdeburg           | Digitaler Wandel im Fluss der Zeit                                | Bernhard Preim, Christian Hansen, Andreas Nürnberger        | 6. – 9.9.2020              | 785          |
| 2021 | online (Ingolstadt) | Aufbruch in eine neue Zukunft                                     | Andreas Riener, Simon Nestler                               | 5. – 8.9.2021              | 452          |
| 2022 | Darmstadt           | Facing Realities                                                  | Max Mühlhäuser, Christian Reuter                            | 4. – 7.9.2022              | 591          |
| 2023 | Rapperswil SG       | Building Bridges                                                  | Markus Stolze, Frieder Loch                                 | 3. – 6.9.2023              | 490          |
| 2024 | Karlsruhe           | Hybrid Worlds                                                     | Alexander Maedche, Michael Beigl, Kathrin Gerling           | 1. – 4.9.2024              | 612          |
| 2025 | Chemnitz            | Digital Diversity                                                 | Lewis Chuang, Martin Gaedke, Maximilian Eibl                | 31.8. – 3.9.2025 (geplant) |              |